# سفارة بوليفيا في اليابان
سفارة بوليفيا في اليابان هي أرفع تمثيل دبلوماسي لدولة بوليفيا لدى اليابان. تقع السفارة في وهي تهدف لتعزيز المصالح البوليفية في اليابان.

## وصلات خارجية
- قائمة سفارات بوليفيا
- قائمة السفارات في اليابان